# Koprivna (Šodolovci)
Koprivna es una localidad de Croacia en el ejido del municipio de Šodolovci, condado de Osijek-Baranya.

## Geografía
Se encuentra a una altitud de 86 m s. n. m. a 259 km de la capital nacional, Zagreb.

## Demografía
En el censo 2011 el total de población de la localidad fue de 113 habitantes.
| Gráfica de población de Koprivna 1857-2011                          |
|                                                                     |
| Según los censos de población de la oficina estadística de Croacia. |